# Ralf Küppers
Ralf Küppers (* 1962 in Viersen) ist ein deutscher Molekulargenetiker am Institut für Zellbiologie des Universitätsklinikum Essen.

## Leben und Wirken
Küppers erwarb 1989 an der Universität zu Köln ein Diplom in Biologie. Er promovierte 1995 ebendort bei Klaus Rajewsky zum Dr. rer. nat., hier entwickelte er eine Methode zum molekularbiologischen Nachweis von Hodgkin-Zellen und Sternberg-Reed-Riesenzellen, dem zellulären malignen Korrelat des Morbus Hodgkin. Von 1996 bis 2002 war er Gruppenleiter im Sonderforschungsbereich 502 „Molekulare Aspekte der Pathogenese, Diagnostik und Therapie des Morbus Hodgkin und verwandter Erkrankungen“. 1999 habilitierte sich Küppers an der Universität zu Köln im Fach Genetik. Von 1999 bis 2003 hatte er ein Heisenberg-Stipendium der Deutschen Forschungsgemeinschaft (DFG). 2000/2001 hatte Küppers ein sechsmonatiges Sabbatical bei Riccardo Dalla-Favera an der Columbia University in New York City.
Küppers erhielt 2004 als Nachfolger von Manfred F. Rajewsky eine C4-Professur für „Molekulare Genetik“ am Institut für Zellbiologie des Universitätsklinikum Essen, die er bis heute (Stand 2016) innehat. Seine Arbeitsgebiete sind die Entwicklung und Differenzierung der B-Lymphozyten beim Menschen, die Biologie der Infektion von B-Lymphozyten mit dem Epstein-Barr-Virus (EBV) und andere EBV-assoziierte Erkrankungen, die Pathogenese der B-Zell-Lymphome, insbesondere des Morbus Hodgkin.

## Auszeichnungen (Auswahl)
- 1998 Georges-Köhler-Preis[4]
- 2001 Deutsche Krebshilfe Preis[5][6]
- 2005 Wilhelm-Warner-Preis für Krebsforschung[7][8]